# Daniel Henrich
Daniel Henrich (* 29. September 1991 in Frankfurt am Main) ist ein deutscher Fußballspieler.

## Karriere

### Verein
Henrich begann mit dem Fußballspielen beim EFC Kronberg. Danach spielte er beim 1. FC Eschborn und in der Jugend von Kickers Offenbach. Am 1. April 2010 kam er zu seinem ersten Spiel für die zweite Mannschaft des OFC, als er am 22. Spieltag der Fußball-Hessenliga (Saison 2009/10) gegen den FSV Fernwald in der 67. Spielminute für Renato Tusha eingewechselt wurde. Im selben Jahr gab Henrich auch sein Profidebüt. Am 4. Dezember 2010 wurde er, am 19. Spieltag der 3.-Fußball-Liga-Saison 2010/11 im Spiel gegen Dynamo Dresden in der 76. Minute für Stefano Cincotta eingewechselt. Allerdings kam er in jener Saison nur auf drei Einsätze in der Drittklassigkeit. In der Hessenliga erzielte er am 19. Spieltag gegen den 1. FCA Darmstadt seinen ersten Treffer. Im Juni 2011 verlängerte Henrich seinen Vertrag bei Kickers Offenbach bis 30. Juni 2013.
2011 machte er sein Abitur an der Altkönigschule in Kronberg.